# Конарек (Иран)
Конарек (перс. کنارک‎) — город на юго-востоке Ирана, в провинции Систан и Белуджистан. Административный центр шахрестана Конарек. Расположен на побережье Оманского залива. Имеется военный аэропорт.
Население по данным на 2012 год составляет 33 957 человек; по данным переписи 2006 года оно насчитывало 28 685 человек; представлено преимущественно народом белуджи.